# Âm thanh và cuồng nộ
"Âm thanh và cuồng nộ" (Tiếng Anh: The Sound and the Fury) xuất bản năm 1929 là tác phẩm nổi tiếng của William Faulkner (1897-1962) là một trong những bậc thầy của văn học dòng ý thức.  Đúng như cái tên của nó lấy từ câu trong vở kịch Macbeth của William Shakespeare: "Đó là một câu chuyện được kể bởi một thằng ngốc/ Đầy âm thanh và cuồng nộ, không có ý nghĩa gì cả", quả thực đã được "ba thằng khùng" kể lại với tất cả cảm nhận của nó về sự phi lý của cuộc đời.
Âm thanh và cuồng nộ được xem là một trong bốn tiểu thuyết thành công nhất của William Faulkner được viết trên nền chủ đề đen (dark theme) với hệ thống nhân vật xuất hiện như những bóng ma của quá khứ, điên dại, ngẩn ngơ trong cuộc đời thực… Thành công của tiểu thuyết Âm thanh và cuồng nộ cũng chính là thành công của tiểu thuyết Gothic miền Nam nói riêng và của dòng văn học miền Nam nói chung, góp phần không nhỏ trong trào lưu Phục hưng văn học miền Nam trong văn học Hoa Kỳ.
Một trong những đóng góp quan trọng của tiểu thuyết Gothic chính là tác động của nó đối với văn học Hoa Kỳ, hình thành nên một nhánh mới, tiểu thuyết Gothic miền Nam gắn với những tên tuổi nổi tiếng như Edgar Allan Poe, Nathaniel Hawthorne, Henry James...
Thế giới nghệ thuật của tác phẩm bị vỡ ra trong những cái nhìn khác nhau mà không thể hàn gắn và cũng đầy giới hạn. Đó là tiếng nói đa thanh của nỗi cô đơn trong thế giới hỗn loạn. Thể nghiệm ý thức cá nhân qua những tiếng nói cuồng nộ, Faulkner đã cảnh báo thảm trạng tinh thần trong xã hội: nguy cơ huỷ diệt của ý thức ở mọi cơ tầng của nó dưới áp lực của tồn sinh.
Như vậy, những thể nghiệm dòng ý thức trong "Âm thanh và cuồng nộ" đã góp phần tạo nên sức mạnh biểu hiện và chiều sâu các địa tầng ý nghĩa cho tác phẩm. Nó là một yếu tố góp phần tạo tính mở cho "Âm thanh và cuồng nộ" vẫy gọi sự khám phá của độc giả…
Cuốn sách đã được dịch ra tiếng Việt và do Nhà xuất bản Văn học và Cty Sách Bách Việt phát hành.

## Tóm tắt nội dung
Cấu tạo bằng bốn độc thoại nội tâm liên tiếp thuật lại thảm  trạng suy sụp, tan vỡ của gia đình Compson, đó từng một thời quyền quý, giàu sang trong vùng Missississipi.
Các nhân vật xuất hiện trong truyện là: Ông Jason Compson, bà Caroline vợ ông ta, bốn người con: Quentin (con trưởng), cô con gái thứ hai Candace (Caddy) và hai người con trai theo thứ tự: Jason, Maury sau này được đổi tên là Benjamin (Benjy) người bị mắc bệnh chậm phát triển tâm thần, một người không đủ khả năng thiết lập được những nối kết giữa điều gì nhìn thấy, nghe được và những gì anh ta cảm nhận, gia đình người da đen ở nhà Compson có Rosbus, Dilsey vợ anh ta và những đứa con, Versh, T.P và Frony, Frony cũng có một đứa con được đặt tên là Luster.
Tấn thảm kịch lần lượt được thuật lại bởi ba người con trai Benjy (phần thứ nhất), Quentin anh sinh viên đại học Harvard trước khi tự sát chết (phần thứ hai), Jason kẻ biển lận tham lam ích kỷ (phần thứ ba) và phần cuối cùng do Dilsey người vú da đen vợ của Robus.
Phần thứ nhất của chuyện khởi đầu vào ngày 7 tháng 4 năm 1928 do Benjy kể lại đúng vào dịp sinh nhật 30 tuổi của cậu ta. Benjy không suy nghĩ mà Benjy chỉ cảm nhận bằng giác-quan của anh, Benjy kể lại những sự việc thoáng hiện trong đầu anh ta, bám víu vào hình ảnh của cô chị ruột, Caddy, của âm thanh, tiếng nói, mùi vị: "Chị Caddy có mùi như mùi cây "smelled like trees" khi Caddy còn trinh trắng, sau đó "Caddy no longer smells like trees" - "Chị Caddy không còn thơm như mùi cây nữa" khi đã lén lút trao thân cho một tình nhân - Dalton Ames, một sinh viên tại đại học Harvard - và có mang rồi sinh ra một đứa con gái được đặt trùng tên với bác ruột, Quentin.
Phần thứ hai người đọc được kéo trở lại năm 1910 - ngày 2 tháng 6, những biến cố xảy ra trong ngày cuối cùng cuộc đời của Quentin tại viện đại học Harvard, anh ta lang thang thất thểu, quay quắt trong tâm-trí những bứt rứt chất chứa từ lâu. Ở đây người đọc tìm gặp những suy-tư của một tâm-thần suy nhược, đau đớn, dằn vật với chính mình, những hình ảnh chợt hiện lên, chợt tan biến, báo hiệu trước giờ hẹn với tử thần.
Đa số là những hồi tưởng ghi nhận trong thời mới lớn lên của Quentin đặc biệt là về bản năng sinh dục (sexuality) buổi đầu của Caddy, em gái anh ta, tình yêu sâu đậm của Quentin với cô em gái; đó là Caddy vào một buổi tối trong quá khứ, là mùi thơm của hoa kim ngân trở về không ngớt, nhói đau trong suốt câu chuyện tự thuật của Quentin, là sự lầm lỗi, sự ăn năn, hình phạt và là chiếc đồng hồ mà cha anh ta đã tặng anh. Cuối cùng, Quentin đã tự tử để thoát khỏi những ám ảnh, dày vò, những thất vọng ngập tràn tâm trí…
Phần thứ ba, ngày Thứ Sáu tháng 4 năm 1928, được diễn ra trong tư tưởng của Jason, em của Quentin, anh của Benjy và là em của Caddy - cô em gái mà định mệnh là chìa khóa của tất cả quyển tiểu thuyết - một kẻ ghen tỵ, hung tợn, xảo quyệt, bần tiện, bủn xỉn.
Quentin đã tự tử chết, Caddy không còn sống chung với gia đình nữa mà buộc lòng phải đem đứa con gái về cho gia đình nuôi nấng nhưng lại cấm chỉ không được lui tới thăm nom, kể từ nay trở đi Jason gánh vác gia đình. Jason nuôi trong lòng sự thù hận vô biên với Quentin, đứa cháu gái và là con của Caddy.
Thái độ của Jason thật vô nhân đạo, thật bỉ ổi đối với Caddy. Jason lường gạt tất cả mọi người ngay cả với mẹ ruột hắn, duy nhất chỉ có Dilsey mới là người dám đương đầu với hắn.

## Chuyển thể
Tiểu thuyết được chuyển thể thành bản phim năm 1959 do Martin Ritt đạo diễn, và tác phẩm âm nhạc của Robert W. Smith.